# Kazimierz Dunin-Szpotański

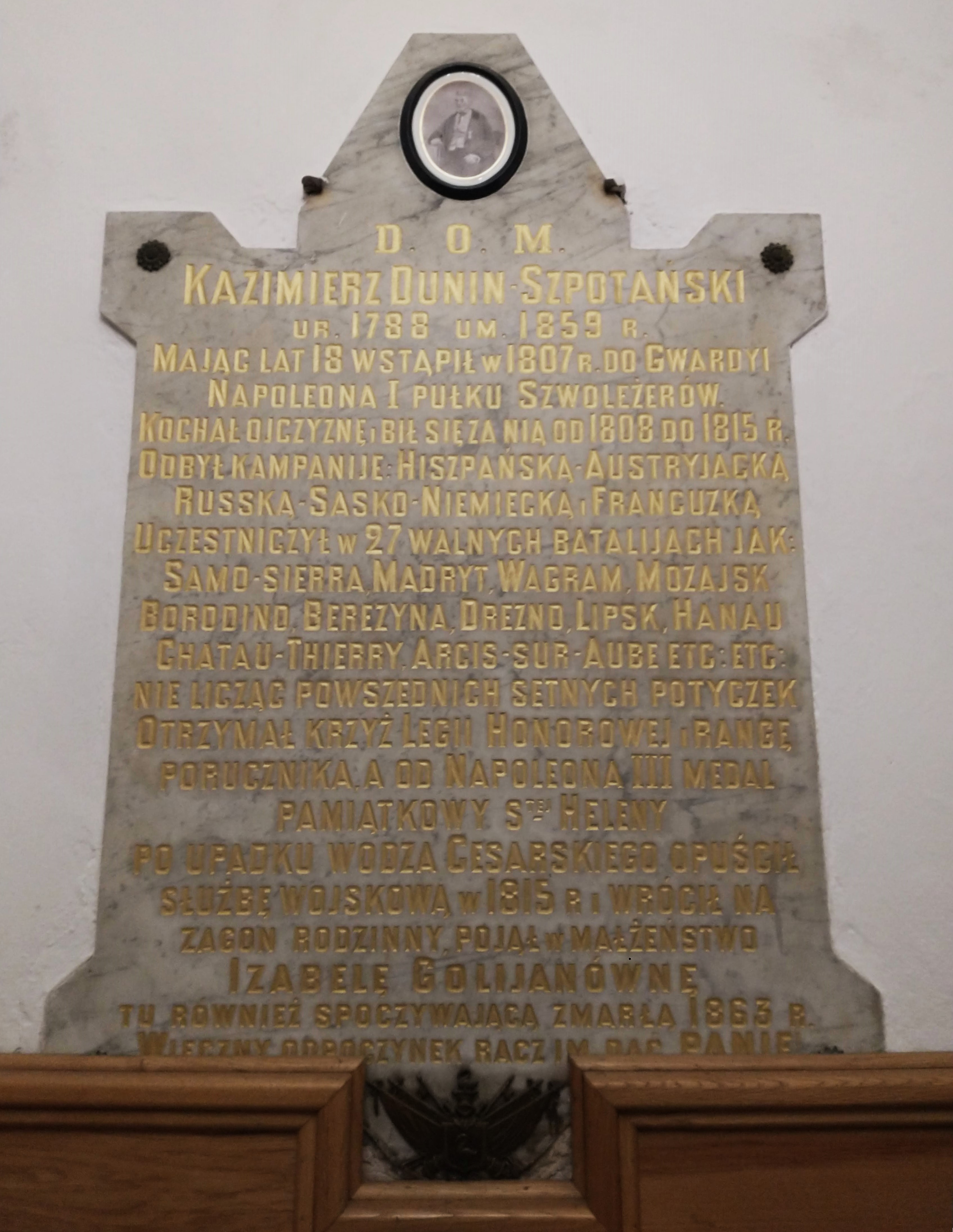
Płyta pamiątkowa po lewej stronie kruchty kolegiaty św. Mikołaja w Końskich

Kazimierz Dunin-Szpotański (ur. 1787 lub 1888 w Grodzisku, zm. 1859 lub 1858 w Końskich) – polski wojskowy, żołnierz 1. pułku szwoleżerów-lansjerów gwardii Napoleona, powstaniec listopadowy, autor wspomnień z wojen napoleońskich.

## Życiorys
W ósmym roku życia został osierocony przez ojca, Antoniego. Był wychowywany przez wujów. Do szkół chodził w Łęczycy, a następnie w Łowiczu. W 1807 wstąpił do 1. pułku szwoleżerów-lansjerów gwardii Napoleona (jego dowódcą był Wincenty Krasiński). 3 marca 1808 opuścił Warszawę i przez Łowicz, Łęczycę, Kalisz, Wrocław, Legnicę, Budziszyn, Drezno, Lipsk, Erfurt, Fuldę, Frankfurt nad Menem, Moguncję, po pond siedemdziesięciu dniach dotarł do Chantilly, gdzie mieścił się garnizon pułkowy. Po odpoczynku udał się do Bajonny i dalej, na front hiszpański.
Brał udział we wszystkich kampaniach 1. pułku szwoleżerów. Służbę rozpoczął w stopniu szeregowca, potem był brygadierem, wachmistrzem i starszym wachmistrzem. Uczestniczył w 27 bitwach, w tym pod Medina del Rio Seco, Somosierrą, Saint-Dizier i Laon. Uczestniczył w kampanii moskiewskiej. W 1814 mianowano go porucznikiem. Otrzymał też wówczas Legię Honorową. W tym samym roku powrócił do Polski, gdzie zajął się gospodarowaniem na roli. Był administratorem folwarków Małachowskich w Browarach, Koczwarze i Rogowie. Mieszkał w Kościeliskach.

Brał udział w powstaniu listopadowym jako dowódca jazdy powiatu rawskiego (uzyskał wtedy stopień majora). Pochowano go na cmentarzu w Końskich. Marmurowa płyta pamiątkowa ku jego czci umieszczona jest po lewej stronie kruchty kościoła św. Mikołaja w Końskich. Napis wyryty na niej mówi:
DOM
Kazimierz Dunin Szpotański ur. w 1788 roku um. 1858 r. Mając lat 18 wstąpił w 1807 r. do gwardii Napoleona I pułku szwoleżerów.
Kochał ojczyznę i bił się za nią od 1808 do 1815 r. Odbył kampanię: hiszpańską, austriacką, ruską-sasko-niemiecką i francuską. Uczestniczył w 27 walnych bataliach jak Samosierra, Madryt, Wagram, Możajsk, Borodino, Berezyna, Drezno, Lipsk, Hanau, Chateau-Thierry, Arcis-sur-Aube etc. etc. Nie licząc powszednich setnych potyczek.
Otrzymał krzyż Legii honorowej i rangę porucznika, a od Napoleona III medal pamiątkowy świętej Heleny. Po upadku wodza cesarskiego opuścił służbę wojskową, pojął w małżeństwo Izabellę Golianównę, tu również spoczywającą, zmarłą 1853 r.
Wieczne odp. racz im dać Panie.
Z Izabelą Golian miał pięcioro dzieci: trzy córki i dwóch synów (Ludwika-Napoleona i Karola-Stanisława Kostkę).
Fragmenty jego obszernych wspomnień z wojen napoleońskich ukazały się drukiem w czasopiśmie "Płomyk" w 1975. Marian Brandys wspominał o nim w Końcu świata szwoleżerów.